# Лукино (Старорусский район)
Лукино — деревня в Старорусском районе Новгородской области в составе Наговского сельского поселения.

## География
Находится в южной части Новгородской области на расстоянии приблизительно 10 км на северо-запад по прямой от железнодорожного вокзала города Старая Русса.

## История
На карте 1840 года уже была обозначена как поселение с 37 дворами. В 1908 году здесь (деревня в Старорусском уезде Новгородской губернии) было учтено 57 дворов.

## Население
Численность населения: 314 человек (1908 год), 71 (русские 99 %) в 2002 году, 65 в 2010.